# ピーター・エレンショウ
ウィリアム・サミュエル・クック・"ピーター"・エレンショウ（William Samuel Cook "Peter" Ellenshaw, 1913年5月24日 - 2007年2月12日）は、イングランドのマットデザイナー、特殊効果クリエイターである。ロンドンで生まれてアメリカ合衆国に移り、ディズニー作品に多く関わった。息子のハリソン・エレンショウもまたマットデザイナーである。

## 主なフィルモグラフィ
- バグダッドの盗賊 The Thief of Bagdad (1940)
- 天國への階段 A Matter of Life and Death (1946)
- 黒水仙 Black Narcissus (1947)
- 赤い靴 The Red Shoes (1948)
- 宝島 Treasure Island (1950)
- 海底二万哩 20,000 Leagues Under the Sea (1954)
- 黄色い老犬 Old Yeller (1957)
- Johnny Tremain (1957)
- 四つの願い Darby O'Gill and the Little People (1959)
- ポリアンナ Pollyanna (1960)
- スイスのロビンソン Swiss Family Robinson (1960)
- うっかり博士の大発明 フラバァ The Absent-Minded Professor (1961)
- メリー・ポピンズ Mary Poppins (1964)
- ラブ・バッグ The Love Bug (1969)
- ベッドかざりとほうき Bedknobs and Broomsticks (1971)
- 地球の頂上の島 The Island at the Top of the World (1974)
- ブラックホール The Black Hole (1979)
- ディック・トレイシー Dick Tracy (1990)

## 受賞とノミネート
| 賞           | 年   | 部門           | 作品名               | 結果       |
| ------------ | ---- | -------------- | -------------------- | ---------- |
| アカデミー賞 | 1964 | 特殊視覚効果賞 | メリー・ポピンズ     | 受賞       |
| アカデミー賞 | 1971 | 美術賞         | ベッドかざりとほうき | ノミネート |
| アカデミー賞 | 1974 | 美術賞         | 地球の頂上の島       | ノミネート |
| アカデミー賞 | 1979 | 視覚効果賞     | ブラックホール       | ノミネート |